# Michel Micombero
Michel Micombero (Rutovu, 26 de agosto de 1940 – Mogadiscio, 16 de julio de 1983) fue un político y militar de origen tutsi. Tras la independencia de Burundi, fungió como primer ministro y más adelante derrocó la monarquía para convertirse en presidente, cargo que desempeñó del 28 de noviembre de 1966 al 1 de noviembre de 1976.

## Biografía
Nació en Rutovu, una población en la provincia de Bururi, entonces parte de la colonia belga de Ruanda-Urundi, el 26 de agosto de 1940. Sus padres era campesinos de la etnia hima, parte del grupo étnico tutsi más amplio. Estudió en escuelas misioneras católicas en Burundi y en 1960 se unió al ejército que se estaba formando antes de la independencia planificada de Burundi en 1962.
En marzo de 1962 ascendió al rango de Teniente Segundo y al momento de la Independencia del país, en julio de 1962, ya tenía el rango de Capitán. En noviembre fue nombrado subcomandante en jefe del Ejército Nacional de Burundi. En 1963 se afilió a la Unión para el Progreso Nacional (UPRONA), el partido político dominante, y en junio de ese año fue nombrado Ministro de Defensa.
En octubre de 1965 sofocó un intento de golpe de Estado fraguado por los hutus; sin embargo, el Rey Mwambutsa IV huyó a Europa. El 8 de julio de 1966, el príncipe heredero Charles Ndizeye derrocó al gobierno de su padre y encargó a Micombero para conformar un gobierno, asumiendo el 11 de julio como primer ministro del país. Pronto surgieron tensiones entre el ahora rey Ntare V, que pretendía gobernar activamente, y el gobierno de Micombero, que no veía necesaria la intervención del Rey en política. Finalmente, en noviembre del mismo año, aprovechó que Ntare se encontraba fuera del país y proclamó la República de Burundi, ocupando la presidencia y la jefatura de Gobierno de la misma.
Estableció una dictadura militar con la UPRONA como único partido político legal. Su nuevo régimen, formado por tutsis, ejerció una enorme represión contra los hutus, lo cual condujo a episodios como la violencia genocida de 1972. Ese mismo año dejó el cargo de primer ministro, que volvió a obtener el año siguiente. Fue reelecto en 1974, y depuesto por Jean-Baptiste Bagaza en un golpe de Estado de noviembre de 1976. El propio Micombero fue arrestado y se declaró una segunda república bajo la dictadura de Bagaza, que duraría hasta 1987.
Micombero se exilió de Burundi en 1977. Se instaló en Somalia, gobernada por el dictador Siad Barre, quien era un amigo cercano. Obtuvo una licenciatura en economía de la Universidad Nacional de Somalia en 1982. Murió de un ataque al corazón en el Hospital Madina de Mogadiscio en 1983.